# Hiroki Mizumoto
Hiroki Mizumoto (Misono, 12 de setembro de 1985) é um futebolista profissional japonês, defensor, milita no Sanfrecce Hiroshima.

## Carreira
Hiroki Mizumoto começou a carreira no JEF United.

## Seleção
Mizumoto fez parte do elenco da Seleção Japonesa de Futebol, nas Olimpíadas de 2008.

## Títulos
JEF United Ichihara Chiba
- Copa da J. League (2) : 2005, 2006

Sanfrecce Hiroshima
- J. League 1 (1) : 2012
- Supercopa do Japão (1) : 2013

Individual
- J. League Best XI (1) : 2012